# Juelz Santana
Juelz Santana, właściwie LaRon Louis James (ur. 18 lutego 1982 w Nowym Jorku) – amerykański raper. Należy do grupy The Diplomats. 
Współpracował z takimi wykonawcami jak Jim Jones, Cam’ron, Lil Wayne czy Chris Brown.

## Dyskografia
- From Me to U (2003)
- What the Game’s Been Missing! (2005)